# Nerongstraße
Die Nerongstraße ist eine Meerenge im Osten der Kei-Inseln. Sie trennt die Insel Kei Besar im Osten von den Inseln Kei Dullah und Kei Kecil im Westen. An ihrem Südende öffnet sich die Nerongstraße der Arafurasee, im Norden der Seramsee. Vor der Küste der drei großen Inseln liegen weitere kleine Eilande, wie zum Beispiel Nuhuyanan, Dufin und Nasu Lar vor Kei Besar und Daar und Nuhutuwak vor Kei Kecil.